# 沈根荣
沈根荣（1938年2月—），男，浙江绍兴人，中华人民共和国政治人物，曾任九三学社中央委员会常务委员、黑龙江省委员会主任委员，黑龙江省政协副主席，黑龙江省人大常委会副主任，第九、十届全国人大代表。